# Bissen (Luxemburg)
Bissen (Luxemburgs: Biissen) is een gemeente in het Luxemburgse Kanton Mersch. De gemeente heeft een totale oppervlakte van 20,75 km² en telde 2592 inwoners op 1 januari 2007.
De Attert stroomt door de gemeente. FC Atert Bissen is de lokale voetbalclub.

## Kernen
Bissen, Roost

## Evolutie van het inwoneraantal
| Jaar                              | 2001 | 2002 | 2003 | 2004 | 2005 |
| --------------------------------- | ---- | ---- | ---- | ---- | ---- |
| Inwoneraantal                     | 2447 | 2441 | 2440 | 2457 | 2457 |
| Opmerking: tellingen op 1 januari |      |      |      |      |      |

## Geboren
- Michel Stoffel (1903-1963), kunstenaar

## Zie ook

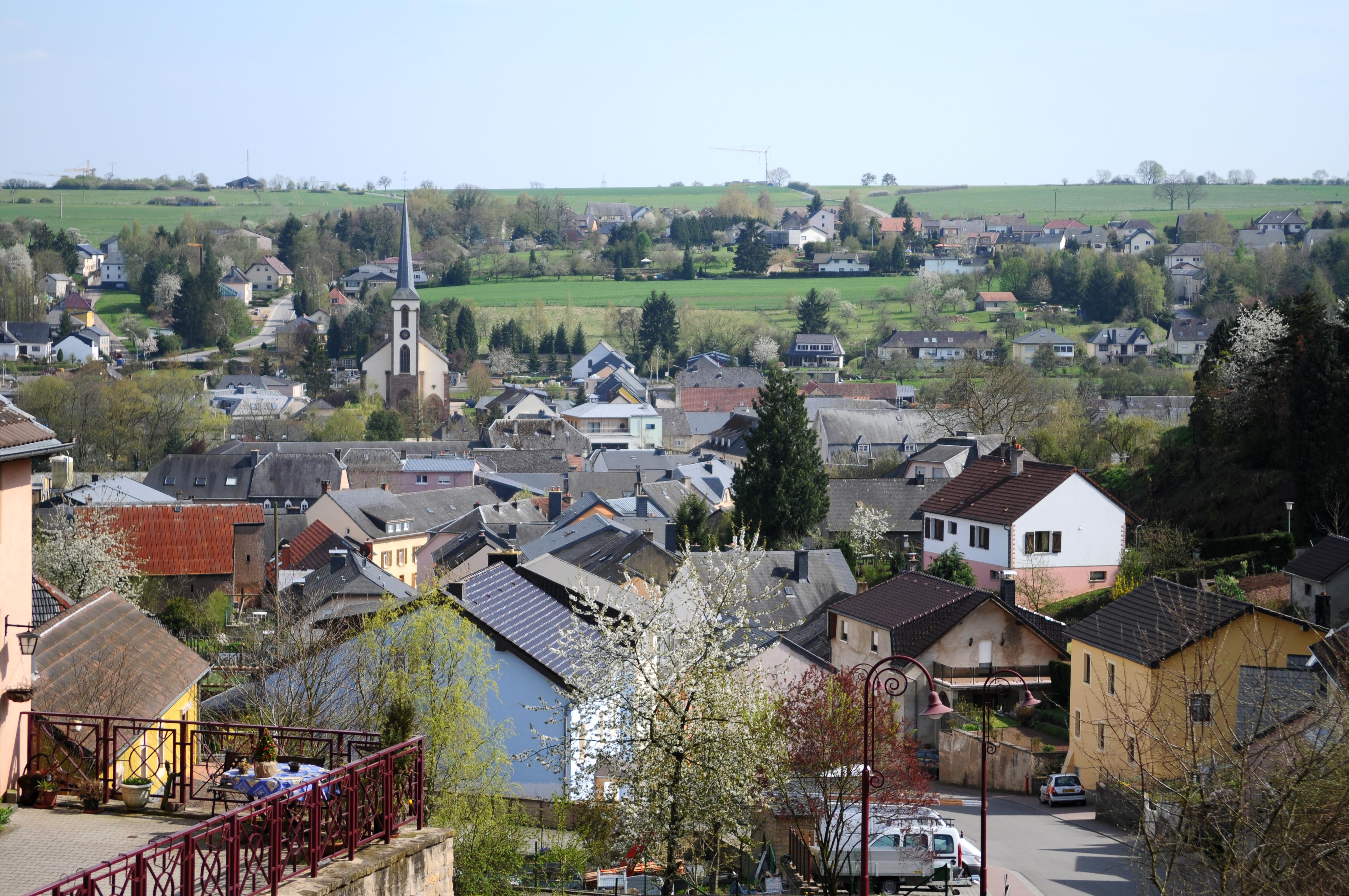
Uitzicht op Bissen